# 燕国 (三国)
燕国（237年七月－238年八月），中国历史上三國時期位於遼東的一個短暫割据政权，為孫吳的附屬國。
前身是公孙度开创的半独立的辽东政权。东汉末年，公孙度在辽东郡、玄菟郡、乐浪郡和帶方郡建立统治，作为辽东太守，自称平州牧、辽东侯。传子公孙康、公孙恭。名义上是效忠东汉、曹魏的地方官，实际上割据辽东。公孙氏也遵循曹魏的任子制，派公孙康的嫡长子公孙晃进入曹魏做官及充当人质。
后来公孙恭被公孙康的庶子公孙渊夺权囚禁，公孙渊继续割据。237年，公孙渊自立為燕王，改元绍汉，建立燕國政權。次年正月，向孫吳稱臣，同年八月，魏将司马懿率兵平定辽东，公孙渊戰敗身亡，燕国政權覆滅。

## 行政區劃
| 燕國州郡 |      |        |      |          |                                                            |
| 州       | 州治 | 郡名   | 县数 | 郡治     | 属县                                                       |
| 平州     | 襄平 |        |      |          |                                                            |
| 平州     | 襄平 | 遼東郡 | 10   | 襄平县   | 襄平、汶、安市、新昌、西安平、北丰、平郭、东沓、辽队、望平 |
| 平州     | 襄平 | 玄菟郡 | 2    | 高句驪县 | 高句丽、高显                                               |
| 平州     | 襄平 | 樂浪郡 | 7    | 朝鮮县   | 朝鲜、屯有、浑弥、遂城、驷望、镂方、临浿                   |
| 平州     | 襄平 | 帶方郡 | 6    | 帶方縣   | 带方、含资、海冥、列口、长岑、提奚                         |